# Triângulo Dourado

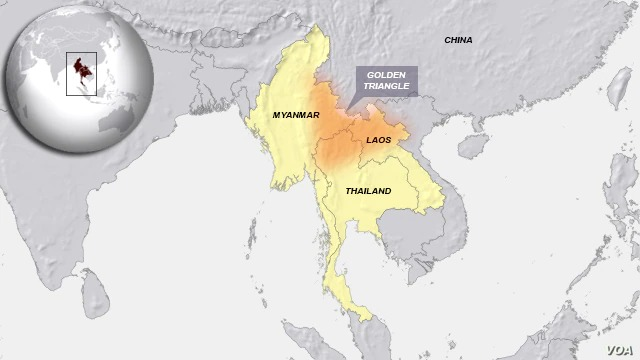
Mapa do Triangulo Dourado

O Triângulo Dourado ou Triângulo de Ouro (birmanês:  ေရႊႀတိဂံ နယ္ေျမ; em tailandês:  สามเหลี่ยมทองคำ; em vietnamita:  Tam giác Vàng; chinês: 金三角, pinyin: jīn sān jiǎo) é uma das duas principais áreas produtoras de ópio e metanfetamina da Ásia. É uma região com cerca de 367.000 milhas quadradas (950.000 km2) que se sobrepõe às montanhas de quatro países do Sudeste Asiático: Myanmar, Vietnã, Laos e Tailândia. Juntamente com o Afeganistão no Crescente Dourado, tem sido uma das mais extensas áreas produtoras de ópio da Ásia e do mundo desde 1920. A maior parte da heroína do mundo vinha do Triângulo Dourado até o início do século XXI, quando o Afeganistão tornou-se o maior produtor do mundo.
O Triângulo Dourado designa a confluência do rio Ruak e do rio Mekong, uma vez que o termo vem sendo apropriado pela indústria turística tailandesa para descrever a tríplice fronteira perto da Tailândia, Laos e Myanmar.